# Янькова, Анастасия Станиславовна
Анастаси́я Станисла́вовна Янько́ва (род. 1 марта 1991, Москва) — российская спортсменка и модель. Чемпионка России по тайскому боксу. Кандидат в мастера спорта.
Неоднократный призёр Московской области и обладательница Кубка России по тайскому боксу, участница чемпионата мира, обладательница Кубка Консульства Королевства Таиланд.
Российские журналисты нередко сравнивают её с американским бойцом MMA Джиной Карано.

## Биография

### Школьные годы
Карате начала заниматься в 7 лет, чтобы научиться защищать тех, кто не может постоять за себя сам. Кроме того, к занятиям этим боевым искусством побудили фильмы про единоборства с участием Жан-Клод Ван Дамма, Чака Норриса и Брюса Ли и один из популярных телесериалов «Зена — королева воинов», а также ролики с Фёдором Емельяненко. В свободное от тренировок время много читала и рисовала. В 14 лет стала победителем первенства ЦФО России, призёром открытого первенства Москвы по кёкусинкай каратэ в своём весе (45 кг).
Пауза в спорте, с 14 до 19 лет, была заполнена поиском своего места в жизни, выбором вуза и будущей специальности, занятиями дизайном и рисунком. В это время Анастасия для поддержания формы занимается в фитнес-клубах. По образованию дизайнер, на данный момент получает второе высшее образование по специальности «психология» (заочно).

### Кикбоксинг
В 19 лет Янькова начала заниматься тайским боксом, и в возрасте 20 лет, в 2011 году, выиграла первенство России по тайскому боксу в весовой категории до 51 кг, выполнив норматив кандидата в мастера спорта. На любительском ринге продолжала выступать до 2012 года, занимаясь также боевым самбо.
В качестве профессионального бойца дебютировала 30 марта 2012 года в бою с Веселовой Анной. Бой состоялся в рамках нового на тот момент бойцовского проекта «W5 Fighter», который прошёл на площадке «Arena Moscow Club». Второй свой профессиональный бой Анастасия провела с Викторией Коркошко, лучшим бойцом Украины по кикбоксингу, также в рамках «W5 Fighter», обе победы Анастасия одержала по очкам.
Первым в профессиональной карьере поражением на турнире «W5 Fighter», который состоялся 23 декабря 2012 года. Анастасия уступила — 0:3 — соотечественнице Яне Ляшко.
Из-за интенсивных тренировок вынуждена была прервать обучение в вузе по специальности «дизайнер одежды» и сконцентрироваться на профессиональной спортивной карьере.
В ноябре 2014 года на турнире «W5» в Братиславе в категории до 56 кг выиграла бой (решением судей) с немкой Даниэлой Граф. Семь месяцев спустя, 22 июня 2015 года Анастасия Янькова провела бой в Москве на шоу «Бей в кость», организованном «Академией бокса». Как и к предыдущему поединку, готовилась с Антоном Убергом в зале «Академии бокса». Оппонентом Анастасии стала итальянка Луана Лоренцони. Встреча на турнире «Бей в кость» завершилась победой россиянки. Это десятая победа А. Яньковой в профессиональной карьере по кикбоксингу при двух поражениях.
Отвечая на вопрос о планах на будущее (недоступная ссылка) интернет изданию Sports.ru, А. Янькова сказала: «Есть примерный график, и, если всё будет хорошо, мне хотелось бы проводить примерно по одному поединку в два месяца». Она также отметила, что, не оставляя мысли об ММА, хочет сконцентрироваться на тренировках по тайскому боксу.

### Поединок по правилам ММА
4 октября 2013 года в Тотем холле (Москва) прошёл турнир White Rex Pro — the Birth of a Nation, где выступали как известные, так и начинающие профессиональные бойцы ММА. Соперником Анастасии Яньковой стала Элеонора Тассинари (Италия). [А. Янькова о психотипах]: «…Мы были совсем разные. Я была такой девочкой с длинными светлыми волосами, а она — с ирокезом, с каменным лицом, не здороваясь на взвешивании, прошла, очень такая жёсткая с виду». Тем не менее во втором раунде победу болевым приёмом одержала россиянка, представлявшая команду «Академии бокса».
23 октября 2015 года, после двухлетнего перерыва, Янькова провела поединок по правилам MMA в Санкт-Петербурге, в котором одержала уверенную победу. После этого в 2016 году в рамках промоушена Bellator одержала ещё 2 победы. В 2017 году провела всего 1 бой, который выиграла раздельным решением судей.

За два месяца до поединка с Кейт Джексон, Кейт обвинила Янькову в рекламе «сомнительного» бренда одежды White Rex который ассоциируется с людьми ультраправых взглядов. Анастасия подтвердила что участвовала в рекламе этого бренда в 2013 году, но заявила, что у неё не было причин отказаться. 
Я бы хотела заявить, что я не имею никакой связи с фашистскими группировками. Я никогда не разделяла фашистскую идеологию. В 2013-м году меня пригласили принять участие в моем первом ММА турнира, который должны были транслировать по телевидению и там присутствовало большое количество известных людей из мира спорта. Это был шанс дать старт моей карьере, и в то время у меня не было причины отказываться от такой возможности. Я получила обещанную зарплату и была приглашена на фото и видео-сеты для рекламы фирмы одежды. О таком начале карьера мечтала бы любая молодая девушка в спорте. Особенно учитывая отсутствие возможностей для этого в России на то время. Сейчас я не имею никакой связи с этим брендом.
25 мая 2018 года на юбилейной турнире Bellator 200 Янькова потерпела своё первое поражение в карьере, уступив единогласным решением Кейт Джексон.

## Личная жизнь
В 2018 году сообщила, что встречается с бывшим бойцом UFC Майком Свиком.

## Статистика в профессиональном ММА
| Боёв 6   | Побед 5 | Поражений 1 |
| -------- | ------- | ----------- |
| Нокаутом | 0       | 0           |
| Сдачей   | 3       | 0           |
| Решением | 2       | 1           |

| Результат | Рекорд | Соперник            | Способ                 | Турнир                               | Дата             | Раунд | Время | Место                         | Примечание |
| --------- | ------ | ------------------- | ---------------------- | ------------------------------------ | ---------------- | ----- | ----- | ----------------------------- | ---------- |
| Поражение | 5-1    | Кейт Джексон        | Решение (единогласное) | Bellator 200: Carvalho vs. Mousasi   | 25 мая 2018      | 3     | 5:00  | The SSE Arena, Лондон, Англия |            |
| Победа    | 5-0    | Элина Каллиониду    | Раздельное решение     | Bellator 176: Carvalho vs. Manhoef 2 | 8 апреля 2017    | 3     | 5:00  | Паласпорт Олимпико, Италия    |            |
| Победа    | 4-0    | Вета Артеага        | Раздельное решение     | Bellator 161: Kongo vs. Johnson      | 16 сентября 2016 | 3     | 5:00  | Сидар-Парк, Техас, США        |            |
| Победа    | 3-0    | Анжела Пинк         | Болевой приём          | Bellator 152: Freire vs. Souza       | 16 апреля 2016   | 1     | 1:35  | Турин, Италия                 |            |
| Победа    | 2-0    | Коммани Сор Техиран | Болевой приём          | EFN — Fight Nights Petersburg        | 23 октября 2015  | 1     | 2:31  | Санкт-Петербург, Россия       |            |
| Победа    | 1-0    | Элеонора Тассинари  | Болевой приём          | White Rex — The Birth of a Nation    | 4 октября 2013   | 2     | 0:26  | Москва, Россия                |            |